# Палладий
| 46       | Палладий |
| Pd106,42 |          |
| 4d10     |          |

Палла́дий (химический символ — Pd, от лат. Palladium) — химический элемент 10-й группы (по устаревшей классификации — побочной подгруппы восьмой группы, VIIIB), пятого периода периодической системы химических элементов Д. И. Менделеева, с атомным номером 46.
Простое вещество палладий (при нормальных условиях) — это переходный благородный металл платиновой группы (лёгкие платиноиды) серебристо-белого цвета.

## История

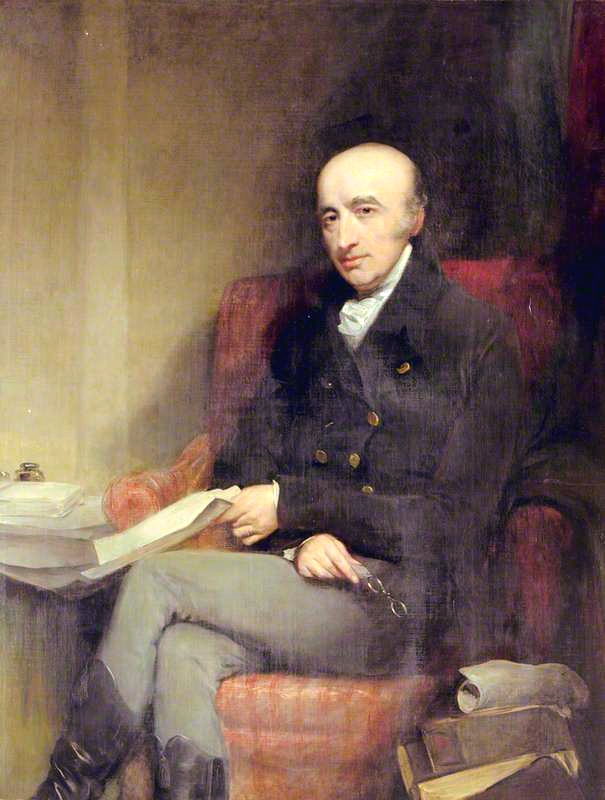
Уильям Волластон (1766—1828)

В 1803 году известный лондонский торговец минералами Форстер получил анонимное письмо с просьбой попытаться продать небольшое количество нового химического элемента — «палладия», слиток которого прилагался к письму. Таинственный металл был выставлен на продажу и привлёк всеобщее внимание. Среди английских химиков разгорелись споры, является ли этот металл действительно новым химическим элементом или же это просто сплав уже ранее известных металлов. Химик Ричард Ченевикс, желая разоблачить «мошенническую подделку», купил слиток «палладия». Вскоре Ченевикс выступил с докладом перед членами Лондонского Королевского общества, где объявил, что данный металл — всего лишь сплав платины с ртутью. Однако секретарь Королевского общества химик Уильям Хайд Волластон публично усомнился в выводах Ченевикса. Другим химикам не удалось выделить в этом «сплаве» ни платины, ни ртути. Споры вновь обострились и какое-то время активно продолжались.
Когда же они стали стихать, в научном журнале Nicholson’s Journal появилось анонимное объявление, что любому, кто в течение года сможет изготовить искусственный палладий, будет выплачена награда в 20 фунтов стерлингов. Интерес к металлу вновь подскочил, но никому так и не удалось его изготовить.
В 1804 году Уильям Волластон доложил Королевскому обществу, что в платиновой руде из Южной Америки он обнаружил новые ранее неизвестные металлы — палладий и родий. Стремясь очистить выделенную из руды «сырую» платину от примесей золота и ртути, он растворял её в царской водке, а затем осаждал её из раствора нашатырём. Оставшийся раствор имел розовый оттенок, что было невозможно объяснить присутствием золота и ртути. Тогда в этот раствор был добавлен цинк, что привело к выпадению чёрного осадка. Волластон обнаружил, что если попытаться растворить этот высушенный осадок царской водкой, то часть его растворяется, а часть — нет. После разбавления раствора водой Волластон добавил в него цианид калия, что привело к обильному выпадению осадка уже оранжевого цвета, который при нагревании сначала приобрёл серый цвет, а затем сплавился в капельку металла — палладия, который по удельному весу был легче ртути. Из оставшейся нерастворённой части чёрного осадка им был выделен другой металл — родий.
Лишь в феврале 1805 года в Nicholson’s Journal было опубликовано открытое письмо Волластона, в котором он признался, что скандальная шумиха вокруг палладия — дело его рук. Именно он пустил в продажу новый металл, и он же дал анонимное объявление с обещанием премии за его искусственное изготовление, уже располагая доказательством, что палладий — это новый металл.
Палладий первые годы после открытия не считали полезным металлом. Даже платину в начале XIX века изготавливали в гораздо больших объемах: только в России к 1828 году добывали 1,5 тонны платины и несравнимо меньше палладия. Для 97% палладия, полученного У. Х. Волластоном, так и не было найдено применения, а после смерти ученого в 1828 году оставшийся металл был отдан Лондонскому королевскому обществу.
В 1819 году парижский монетный двор произвел 1 тонну платины, из которой с помощью очистки было изготовлено 900 граммов палладия. Из него отчеканили несколько медалей, одна из которых в 1823 году была подарена королю Людовику XVIII, а также кубок, который достался уже следующему правителю – Карлу X.
В 1824 году бразильское месторождение Гонго Соко, разрабатываемое Императорской золотой ассоциацией, поставляло золото с примесями палладия, железа и теллура, которое из-за хрупкости и белесого оттенка браковалось Англией, пока пробирер Персиваль Джонсон, основатель компании «Johnson Matthey», не разработал метод очистки палладия и не начал его популяризацию. Он подарил королю Георгу IV цепь из палладия и предоставил в 1845 году Геологическому обществу столько металла, что его хватило на создание медали Волластона.
Промышленное производство палладия в России сформировалось достаточно поздно. Первая промышленная партия аффинированного палладия отечественного производства была выпущена в 1922 году на Государственном аффинажном заводе в Екатеринбурге. Это событие стало отправной точкой для развития палладиевой отрасли в стране.
Популярность палладия в мире резко возросла в 1970-х годах, металл стал цениться не только как редкий и драгоценный, но и за привлекательный внешний вид в ювелирных изделиях. В 1966 году Сьерра-Леоне выпустило первые монеты из палладия. Годом позже монеты начало чеканить тихоокеанское королевство Тонга Позднее к ним присоединились и другие страны, включая Канаду, СССР, Францию, Палау, Португалию, Россию, Китай, Австралию и Словакию. Однако большинство выпусков монет были коллекционными и не использовались для обращения. В СССР первые палладиевые монеты появились в 1988 году небольшим тиражом в 1000 экземпляров. Это была монета номиналом 25 рублей, выпущенная к 1000-летию Крещения Руси. После распада СССР было выпущено много монет номиналом 5, 10, 25 рублей.
С 1970-х годов палладий начал массово применяться в автомобильной промышленности в составе катализаторов для очистки выхлопа автомобилей. Катализаторы с содержанием палладия применяются сейчас также для очистки газовых выбросов ТЭЦ.
С 2010 года палладий признан драгоценным металлом.

## Происхождение названия
Назван по имени астероида Паллада, открытого немецким астрономом Ольберсом в 1802 году, то есть незадолго до открытия палладия. В свою очередь, астероид назван в честь Афины Паллады из древнегреческой мифологии.
Палладий, или Палладиум, — упавшее с неба легендарное деревянное изображение Афины Паллады; согласно прорицанию Гелена (сына Приама), Троя останется несокрушимой, пока в её стенах хранится этот талисман. По легенде, лишь после того, как любимцы богини — Одиссей и Диомед — во время ночной вылазки выкрали Палладий, эта твердыня пала.

## Физические свойства
Полная электронная конфигурация атома палладия: 1s22s22p63s23p63d104s24p64d10.
Палладий — переходный металл. При нормальных условиях образует кристаллы серебристо-белого цвета кубической сингонии, пространственная группа Fm3m, параметры ячейки a = 0,38902 нм, Z = 4, структурный тип меди.
Палладий пластичен, микродобавки никеля, кобальта, родия или рутения улучшают механические свойства палладия и повышают его твёрдость. Хорошо поддаётся механической обработке (ковке, штамповке, протяжке), из него легко получить проволоку и листы минимальной толщины. 
В воде нерастворим. Плотность — 12 020 кг /м³ (при 20 °C); в особых условиях образует коллоидный палладий и палладиевую чернь. Температура плавления — 1554 °C (в других источниках 1552 °C); температура кипения около 2940 °C. Теплота плавления — 16,7 кДж/моль, теплота испарения 353 кДж/моль. Удельная теплоёмкость при 20 °C — 25,8 Дж/(моль·К); удельное электрическое сопротивление при 25 °C — 9,96 мкОм/см; теплопроводность — 75,3 Вт/(м·К). Температура Дебая — 277 K. Твёрдость по Виккерсу — 37…39, твёрдость по Бринеллю — 52 кгс/мм2, твёрдость по шкале Мооса — 4,75.
У наночастиц палладия (размером 3–7 нм) температура плавления снижается до ~1317 °C (1591 K), температура Дебая снижается до 257 К, а теплоемкость увеличивается до 39 Дж/(моль·K) по сравнению с массивными образцами. 
Температурный коэффициент линейного расширения 1,17·10−5 К−1 (в диапазоне 0…100 °С).
Коэффициент поверхностного натяжения жидкого палладия при температуре плавления равен 0,015 Н/см.
Палладий является парамагнетиком; его магнитная восприимчивость равна 6,7·10–8 м3/кг, при 20 °C  — 5,231·10−6. 
Активно поглощает водород, образуя твёрдые растворы (до 900 объёмов H2 на один объём Pd), при этом увеличивается постоянная решётки. Водород удаляется из палладия при нагревании до 100 °C в вакууме.

### Изотопы
Природный палладий состоит из шести стабильных изотопов: 102Pd (1,00 %), 104Pd (11,14 %), 105Pd (22,33 %), 106Pd (27,33 %), 108Pd (26,46 %) и 110Pd (11,72 %).
Всего известно 34 изотопа палладия с порядковыми номерами 91-124. Легкие изотопы 91−101, 103 содержат избыток протонов и распадаются в результате β+ - распада и K-захвата. Тяжелые изотопы 107, 109, 111−124 распадаются в результате β− - распада.
Большинство радиоактивных изотопов палладия имеют короткие периоды полураспада, за исключением наиболее долгоживущего искусственного радиоактивного изотопа 107Pd (Т1/2 7·106 лет). Изотопы с массовыми числами за пределами стабильных (например, ¹¹²Pd–¹²⁹Pd) синтезируют в лабораториях. Они обычно нестабильны и распадаются за секунды или миллисекунды. Некоторые изотопы палладия активно образуются в качестве осколков деления урана и плутония: в облучённом топливе современных ядерных реакторов при степени выгорания ядерного топлива 3 % содержится 0,15 % палладия.
Изотоп Pd-103 можно применять в брахитерапии для лечении некоторых видов рака. По своим характеристикам он превосходит используемый изотоп I-125, но требует решения проблемы короткого периода полураспада.

## Химические свойства
Палладий является наиболее химически активным из платиновых металлов. Не реагирует с водой, разбавленными кислотами, щелочами, раствором аммиака. Реагирует с горячими концентрированными серной и азотной кислотами, и в отличие от других платиновых металлов растворяется в концентрированной хлорной кислоте, восстанавливая её до хлора:
{\displaystyle {\ce {7 Pd + 16 HClO4 -> 7 Pd(ClO4)2 + Cl2 + 8 H2O}}}
(все остальные платиновые металлы восстанавливают хлор до степени окисления +5).
Может быть переведён в раствор анодным растворением в соляной и азотной кислоте:
{\displaystyle {\ce {Pd + 4 HNO3 -> Pd(NO3)2 + 2 NO2 ^ + 2 H2O}}}
{\displaystyle {\ce {Pd + 2 HCl + Cl2 -> H2[PdCl4]}}}
{\displaystyle {\ce {Pd + 2 HCl + 2 Cl2 -> H2[PdCl6]}}}
При комнатной температуре реагирует с царской водкой, с влажными хлором и бромом. При нагревании реагирует со фтором, серой, селеном, теллуром, мышьяком и кремнием. Окисляется при сплавлении с гидросульфатом калия KHSO4, взаимодействует также с расплавом пероксида натрия.
При нагревании на воздухе устойчив до ~300 °C и выше 850 °C; в диапазоне 300…850 °C тускнеет из-за образования на поверхности плёнки оксида палладия(II) PdO, который при более высокой температуре разлагается.

## Нахождение в природе
Один из наиболее редких элементов в земной коре; его кларковое число составляет 1·10−6 %. Встречается в самородном виде (аллопалладий), в виде интерметаллических минералов (палладистая платина, станнопалладинит Pd3Sn2 и др.) и других соединений (палладит PdO, брэггит (Pd, Pt, Ni)S и др.). Известно около 30 минералов палладия. Сопровождает другие платиновые металлы, его содержание в смеси платиноидов в различных месторождениях колеблется от 25 до 60 %. По Гольшмидтовской геохимической классификации элементов, как и все платиноиды, относится к сидерофилам, то есть обладает сродством к железу и концентрируется в ядре Земли. В настоящее время крупнейшее (не разрабатываемое) месторождение палладия в России находится в Мурманской области (Федорово-Панский интрузивный массив).

### Получение
Палладий получают главным образом при переработке сульфидных руд никеля, серебра и меди. Некоторую часть мирового производства (около 10 %) получают извлечением из вторичного сырья.
Из раствора смеси благородных металлов в царской водке после осаждения золота и платины осаждают дихлородиамминпалладий Pd(NH3)2Cl2, очищают его перекристаллизацией из аммиачного раствора HCl, разлагают до порошкообразного палладия прокаливанием в восстановительной атмосфере, порошок палладия переплавляют.
Восстанавливая растворы солей палладия, получают палладиевую чернь — мелкокристаллический порошок палладия.
Компактный металлический палладий получают также электроосаждением из нитритных и фосфатных кислых электролитов, например, используя Na2[Pd(NO2)4].

### Показатели производства

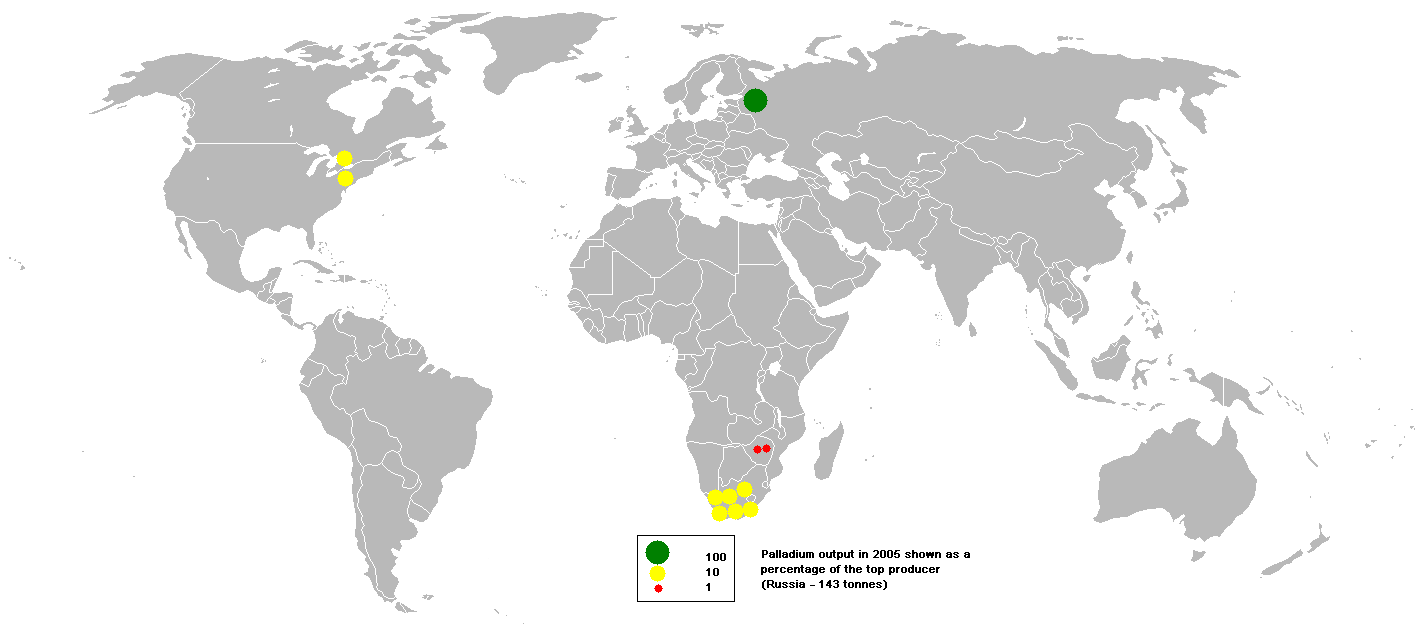
Основные районы добычи палладия

Крупнейшее месторождение палладия находится в России (Норильск, Талнах).
Также известны месторождения в Трансваале (ЮАР), Канаде, Аляске, Австралии, Колумбии.
Поставки палладия в мире в 2007 году составили 267 тонн (в том числе Россия — 141 тонна, ЮАР — 86 тонн, США и Канада — 31 тонна, прочие страны — 9 тонн). Потребление палладия в 2007 году составило в автомобильной промышленности 107 тонн, в производстве электроники — 40 тонн, в химической промышленности — 12 тонн.
По оценке лондонской исследовательской компании GFMS, в 2009 году РФ продала приблизительно 1,1 млн унций палладия, в 2010—800 тыс. унций, в 2011 году объём экспорта будет аналогичным.
В декабре 2019 биржевые цены на палладий впервые превысили уровень 1900 долл. за тройскую унцию (при этом был также превышен максимальный уровень цен на золото, достигнутый в 2011 г.);
всего за четыре года биржевые цены на этот металл взлетели в четыре раза — с 510 до 2064 долларов за тройскую унцию (для сравнения: золото за тот же период подорожало только в полтора раза — с 1060 до 1573 долл.), этому способствовало массовое применение палладиевых катализаторов. 

27 февраля 2020 мировые цены на палладий достигли максимума 2795$/унция (после этого последовал резкий спад, но с дальнейшим ростом).
Согласно данным Геологической службы США, с 2000 по 2024 годы объёмы добычи палладия практически не росли (с 170 т до 190 т).
Основные мировые производители палладия:
По данным Геологической службы США за 2024 год лидерами по добыче являются: 
Россия — 75 т; 
Южная Африка — 72 т; 
Зимбабве — 15 т;
Канада — 15 т; 
США — 8 т. 
При этом добыча платиново-палладиевой руды ведется только в Южной Африке, в остальных странах палладий является побочным продуктом при добыче других руд.
По запасам металлов платиновой группы лидирует Южная Африка — 63 тыс. т и Россия — 16 тыс. т. 
Ведущей компанией по производству палладия в мире является ГМК «Норникель», основные мощности которой расположены в России. За 2024 год объём произведенного компанией палладия составил 2762 тыс. унций.
Вторая крупнейшая компания по добыче палладия — Anglo American Platinum из Южной Африки (дочерняя компания промышленного гиганта Anglo American). За 2024 год Anglo American Platinum произвела 1248,5 тысячи унций палладия. Компания также является ведущим производителем платиноидов в мире.
В число крупнейших производителей также входят южноафриканские компании Sibanye Stillwater, Impala Platinum, Northam Platinum.

### Цены на палладий
С 2000 года цены на палладий постепенно росли, в 2021 году достигнув абсолютного максимума $2970 за тройскую унцию. Росту способствовал Дизельгейт — скандал в 2015 году в Европе, связанный с концерном Volkswagen, который искусственно занижал показатели вредных выбросов для дизельных автомобилей, что привело к сворачиванию программы их поддержки в ЕС и увеличению продаж автомобилей с бензиновыми двигателями. Следом вырос спрос на катализаторы, и цены на палладий пошли вверх.
После вторжения России на Украину возникли логистические трудности с поставками палладия из России, цены снова оказались на локальных максимумах в $2560. В 2024 году цены упали до исторического минимума в $897,5 из-за замены более дорогого палладия на платину в катализаторах автомобилей и постепенному росту доли электромобилей. На середину мая 2025 года палладий торгуется на уровне $958 за тройскую унцию.
Аналитики считают, что цена на палладий может вырасти до $1800–2000 к 2030 году благодаря высокому спросу в США и ЕС на гибридные автомобили, а также развитие водородных технологий в Китае, где палладий играет большую роль.

### Крупнейшие месторождения
Расположенный в Южной Африке Бушвельдский комплекс является крупнейшим в мире месторождением металлов платиновой группы, в том числе и палладия.
В России запасы палладия сосредоточены в основном в Норильском районе (Талнахское месторождение). В 2026 году планируется ввод в эксплуатацию Черногорского месторождения на Таймыре, благодаря чему будет создан второй по величине производитель палладия и платины в России. Лицензия на месторождение принадлежит компании «Русская платина».
Одно из крупнейших мировых месторождений металлов платиновой группы находится в Зимбабве – Великая Дайка.
В Северной Америке месторождения палладия встречаются в США (Монтана) и Канаде (Манитоба, Онтарио).

## Применение

### Катализаторы
Палладий часто применяется как катализатор, в основном в процессе гидрогенизации жиров, крекинге нефти, органическом синтезе (см. катализатор Линдлара, Palladium-catalyzed coupling reactions). Палладиевые катализаторы применяются для производства биотоплива.
Хлорид палладия(II) PdCl2 используется как катализатор и для обнаружения микроколичеств угарного газа в воздухе или газовых смесях.
Металл используется в катализаторах для очистки выхлопных газов автомобилей: 80% спроса на палладий сосредоточено в автомобильной промышленности. Здесь у палладия нет конкурентов, кроме платины, которая в основном используется в производстве катализаторов автомобилей с дизельными двигателями. С 2020 года наблюдалась тенденция к частичному замещению палладия платиной в каталитических нейтрализаторах бензиновых двигателей из-за изменившейся разницы в ценах на эти металлы, что стимулировало автопроизводителей пересматривать состав катализаторов.

### Химическая промышленность
Наряду с платиной и никелем палладий используется как один из компонентов катализаторов в каталитическом крекинге нефти. Его основная роль — ускорение химических реакций расщепления длинных углеводородных молекул на более легкие фракции, такие как бензин и дизельное топливо.
Палладий используется в гидрогенизации жиров (например, получение маргарина из растительного масла). В настоящее время в масложировой промышленности основными являются никелевые катализаторы. Но вследствие канцерогенности и аллергенности никеля и дорогостоящего процесса его фильтрования после гидрирования и утилизации катализатора замена никеля на палладий является перспективным решением.    
Палладиевые катализаторы эффективны в гидрировании алкинов. Палладий высокоактивен, но он демонстрирует недостаточную селективность при высоких конверсиях. Оптимизация достигается созданием биметаллических катализаторов, где добавление второго металла модифицирует электронные и структурные свойства палладия, улучшая его селективные характеристики. Сейчас в промышленности широко применяется катализатор гидрирования Линдлара – 5% Pd–PbO/CaCO.
Палладий находит применение в ключевых химических процессах: от синтеза базовых соединений (аммиак, серная кислота) до производства специализированной продукции (фармацевтика, удобрения). Использование хлорида палладия позволяет детектировать небольшие концентрации угарного газа в промышленных газовых смесях.
Разработаны катализаторы из палладия, которые позволяют производить полимеры нового типа из циклоолефинов.
Компания Johnson Matthey (Великобритания) — лидер в производстве катализаторов для химической отрасли.

### Водородные технологии
Чистый палладий обладает уникальной способностью пропускать водород через свою кристаллическую решетку, блокируя другие газы. При температурах ниже 300°C и давлениях свыше 2 МПа образуются гидридные фазы (α и β), что приводит к разрушению мембран. Легирование палладия металлами (Ag, Cu, In, Ru, редкоземельными элементами) решает проблемы деформации и увеличивает срок службы мембран. Кроме того, сплавы с другими металлами позволяют экономить дорогостоящий палладий при производстве мембран для очистки водорода и разделении изотопов водорода; наиболее эффективен и экономичен сплав палладия с иттрием. Так как водород очень хорошо диффундирует через палладий, мембраны из палладиевых сплавов обеспечивают чистоту водорода до 99.9999%. 
Примеры сплавов: Pd-Ag (23% Ag) — устойчив к коррозии, но снижает чистоту водорода; Pd-40Cu — демонстрирует скачок водородопроницаемости при 600°C; Pd-In-Ru (6% In, 0.5% Ru) — сочетает высокую проницаемость, прочность и  коррозионную стойкость; сплавы с редкоземельными металлами (Y, Sm, Lu) — Увеличивают прочность и проницаемость, но требуют сложной обработки.
Также палладий способен исключительно эффективно обратимо аккумулировать водород. См. Palladium hydride.
Ученые из института физики частиц Deutsches Elektronen-Synchrotron (DESY) предложили хранить водород в крошечных, диаметром всего 1,2 нм, частицах палладия. 
Одной из перспективных технологий является Liquified Organic Hydrogen Carriers (жидкие органические носители водорода). Водород, попадая в узлы кристаллической решетки палладия, формирует гидрид — соединение металла с водородом. Поэтому поврежденная емкость с гидридом палладия не так опасна, как содержащая сжиженный водород. Таким образом палладий может обеспечить более безопасное хранение водорода.
Палладий и платина традиционно применяются как катализаторы в рекомбинаторах водорода – устройствах, окисляющих водород до воды, что предотвращает образование взрывоопасных смесей в закрытых помещениях, таких как герметичные зоны атомных электростанций (АЭС), подводных лодок или промышленных объектов. 

### Электроника
Хлорид палладия(II) применяется в гальванотехнике, как активирующее вещество при гальванической металлизации диэлектриков — в частности, осаждении меди на поверхность слоистых пластиков при производстве печатных плат.
Применение палладия в электрических контактах обусловлено высокой износоустойчивостью и коррозионной стойкостью. Палладий и сплавы палладия используется для покрытия контактов, устойчивых к действию сульфидов. Палладий используется для производства реохордов прецизионных сопротивлений высокой точности, в том числе в виде сплава с вольфрамом (например, ПдВ-20М).
Палладий входит также в состав керамических конденсаторов (тип КМ), с высокими показателями температурной стабильности ёмкости в высокочастотной аппаратуре радиовещания, радиосвязи, телевидения. Он и его сплавы с серебром используются для электродов.

### В ювелирном и монетном деле

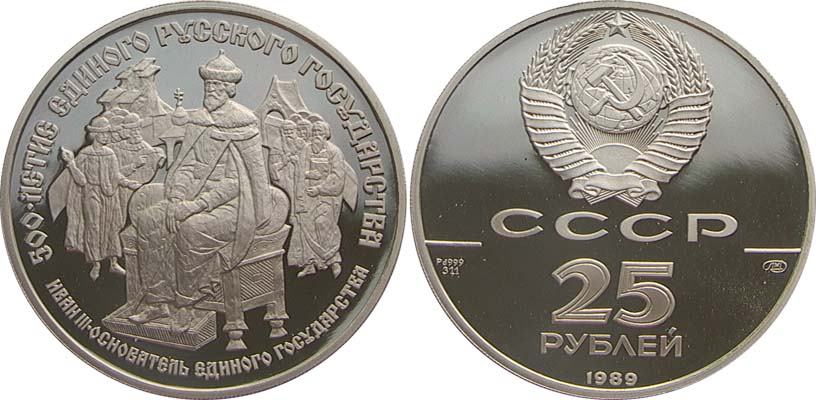
Памятная монета «Иван III» достоинством в 25 рублей (СССР, 1989 год). Изготовлена из палладия 999 пробы.

- В сплавах, используемых в ювелирном деле (например, для получения сплава золото-палладий — так называемое «белое золото»)[59]. Палладий даже в небольшой концентрации в сплаве (около 1 %) изменяет цвет сплава на основе золота из жёлтого в серебристо-белый. Основные сплавы палладия с серебром, используемые в ювелирном деле, имеют пробы 500 и 850 по серебру (так как наиболее технологичны при механической обработке и декоративны). Процентное содержание золота в сплаве «белое золото» равно 37,5 %. В ювелирном деле применяются сплавы с содержанием палладия до 95 % (палладий 950-й пробы применяется для изготовления стойких к истиранию обручальных колец)[41][60]. Ювелирные изделия с высоким содержанием палладия обладают повышенной твёрдостью, отсутствием родиевого покрытия[61].
- Из палладия иногда чеканятся памятные монеты ограниченным тиражом[62]. В СССР первая палладиевая монета была изготовлена в 1988 году. Всего за период с 1988 по 1995 год в СССР и России было отчеканено 32 монеты[63].

### В медицине
- Из палладия и его сплавов изготавливают медицинские инструменты, детали кардиостимуляторов, зубные протезы (применяется в ортопедической стоматологии благодаря биологической инертности к организму и коррозионной стойкости в полости рта, часто используется как легирующий элемент в стоматологических сплавах на основе серебра и золота[64]).
- В некоторых странах незначительное количество палладия используется для получения цитостатических препаратов — в виде комплексных соединений, аналогично цис-платине.
- Бета-активный палладий-103 используется для брахитерапии в лечении онкозаболеваний, в том числе рака предстательной железы[65]. В 2023 году российские ученые синтезировали четыре новых соединения палладия, обладающих противораковыми и антимикобактериальными свойствами[66][67].
- Из сплавов, содержащих палладий, изготавливают соединительные кабели для кардиостимуляторов[41].

### Другие области применения палладия
- Для изготовления специальной химической посуды, стойких к коррозии деталей высокоточных измерительных приборов, прецизионных механических инструментов.
- С использованием палладия и его соединений производят гликолевую кислоту для ухода за кожей, фурандикарбоновую кислоту (FDCA) для изготовления биоразлагаемой упаковки[68].
- Определённое количество палладия расходуется для изготовления химической аппаратуры для производства плавиковой кислоты (сосуды, перегонные кубы, детали насосов, реторты).
- Палладий является драгоценным металлом и торгуется на биржевых и внебиржевых рынках. В некоторых странах, в том числе в России, законодательство разрешает физическим и юридическим лицам открывать в банках обезличенные металлические счета в палладии. В Российской Федерации за незаконное приобретение, хранение, перевозку, пересылку и сбыт палладия (а равно и других драгоценных металлов: золота, серебра, платины, иридия, родия, рутения и осмия[69]) в крупном размере (то есть стоимостью более 2,5 млн рублей[70]), за исключением ювелирных и бытовых изделий и лома таких изделий, предусмотрена уголовная ответственность в виде лишения свободы на срок до 5 лет[71].
- Разработан анод на базе палладия для обеззараживания воды в бассейнах и водоканалах, сокращающий потребление электроэнергии при электролизе на 10-15%[72].
- Хлорид палладия используется в тонирующих растворах для фотографий и для производства несмываемых чернил[54].
- Палладий нашел применение в фотографии, особенно в альтернативных и исторических процессах печати, таких как палладиевая печать (или палладиотипия). Этот метод, популярный в конце XIX — начале XX века, предполагает создание отпечатков с помощью солей палладия (иногда в сочетании с платиной)[73][74].
- Палладием могут заменять платину в фильерах при производстве стекловолокна, технологию разработали «Норникель» совместно с АО «Красцветмет». При сопоставимой цене металла палладий в два раза легче используемой сейчас платины[75].
- Паллидаты можно использовать для сверхпроводников, не требующих экстремально низких температур. Научную работу на эту тему опубликовали ученые из Института физики твердого тела Венского технического университета[76][41].

### Прогнозы потребления и производства
По последним оценкам компании «Норникель», мировой дефицит палладия в 2023 году составит 0,2 млн унций. В то же время объём промышленного потребления палладия увеличится до 9,8 млн унций (рост на 4 % за год), а объём мирового производства — до 6,4 млн унций (рост на 1 % за год). «Норникель» прогнозирует к 2030 году потенциальный долгосрочный ежегодный спрос на палладий в водородной энергетике (катализаторы для водородных топливных элементов при выработке электроэнергии из водорода и PEM-электролизеры для получения водорода из воды) в количестве 5–10 тонн. Долгосрочный ежегодный рынок палладия в микроэлектронике к 2030 году может достигнуть примерно 10 тонн, при замещении платины на палладий потенциальный прирост спроса в краткосрочной перспективе может достичь 30 т, а долгосрочный ежегодный рынок —  5 т.

## Биологическая роль
Биологическая роль палладия в организме не установлена. Сам по себе металлический палладий нетоксичен, однако некоторые его соединения, например, хлорид палладия(II)) очень ядовиты.